# Stygichthys typhlops
Stygichthys typhlops, chamada de piabinha-cega, é uma espécie de peixe troglóbio da família Characidae (comumente chamados de "tetras").
É endêmica da bacia do rio São Francisco, no Brasil.

## Histórico e características
Seu nome científico deriva do submundo da Mitologia Grega: "peixe (ichtys) do Estige". Sua descrição derivou de um único espécime capturado durante a abertura de um poço, a 30 m de profundidade, em local não precisado do estado de Minas Gerais (definido como sendo em "Jaíba", entre as cidades de Januária e Janaúba), no dia 16 de maio de 1962 por Joseph A. Tosi, Jr., ecologista do Instituto de Agricultura da Organização dos Estados Americanos. Somente em 2004 vinte e cinco novos exemplares voltaram a ser capturados por pesquisadores do Instituto de Biociências e do Museu de Zoologia da Universidade de São Paulo.
Como muitas espécies cavernícolas, é totalmente despigmentado e sem olhos visíveis. Atinge até 50 mm de comprimento. Sua dentição indica alimentação vegetariana, embora esse tipo de dieta seja impossível no habitat desprovido de luz, de forma que esta talvez seja um caractere denominado relictual. Foi constatado canibalismo. Ao contrário do tetra troglóbio do México, na piabinha-cega brasileira não foi possível localizar qual a forma ancestral que lhe deu origem.
Segundo registrou o pesquisador  Aldemaro Romero, "o caracídeo cego brasileiro possui uma série de características típicas dos Tetragonopterinae. Mais especificamente, pode estar relacionado ao complexo Hyphessobrycon - Hasemania , devido à redução dos ossos circunorbitais desse grupo; no entanto, isso pode ser apenas uma coincidência, visto que a redução desses ossos é uma característica convergente entre os peixes cavernosos. Eles também diferem de outros Tetragonopterinae pelo grande número de dentes internos pré-maxilares e maxilares, bem como pelo pequeno número de raios anais que são incomuns para este grupo de caracídeos".